# Hreiðar Guðmundsson
Hreiðar Levy Guðmundsson  (ur. 29 listopada 1980) – islandzki piłkarz ręczny, reprezentant kraju. Obecnie występuje w norweskim Nøtterøy IF. Największy sukces z reprezentacją odniósł podczas Igrzysk Olimpijskich 2008 w Pekinie, zdobywając srebrny medal olimpijski.
Podczas mistrzostw Europy w 2010, w Austrii zdobył brązowy medal.
W 2008 otrzymał Krzyż Kawalerski Orderu Sokoła Islandzkiego.

## Sukcesy
- 2010: III miejsce mistrzostw Europy, (Austria)
- 2008: wicemistrzostwo Olimpijskie, (Pekin)